# (15460) Manca
(15460) Manca ist ein Asteroid des Hauptgürtels, der am 25. Dezember 1998 von den italienischen Astronomen Andrea Boattini und Luciano Tesi am Osservatorio Astronomico della Montagna Pistoiese (IAU-Code 104) in San Marcello Pistoiese entdeckt wurde.
Der Asteroid wurde nach dem italienischen Amateurastronomen Francesco Manca (* 1966) benannt.